# Marsdenia fruticosa
Marsdenia fruticosa är en oleanderväxtart som först beskrevs av John Donnell Smith, och fick sitt nu gällande namn av W.D.Stevens. Marsdenia fruticosa ingår i släktet Marsdenia och familjen oleanderväxter. Inga underarter finns listade i Catalogue of Life.